# Dr. Seuss on the Loose
Dr. Seuss on the Loose é um seriado de animação especial para televisão americana produzida pela DePatie-Freleng Enterprises e exibido pela primeira vez na CBS em 14 de fevereiro de 1973 com base no livro de mesmo nome por Dr. Seuss. A última foi ao ar em 30 de julho de 2005, como a exibição do ABC.

## Sinopse
Um menino chega a um industrial arruinado chamado Umavez-ildo em um deserto sem árvores e ouve o seu conto sobre o que aconteceu com ele. Sua história começa como ele começou um negócio de sucesso na produção de um produto de moda desnecessário, mas versátil chamado de Thneed derivada das "árvores Truffula" nativas da terra. Como sucessos de seus negócios, a floresta e seus habitantes sofrem como ele desenfreadamente desmatam sem levar em conta as advertências de uma criatura sábia conhecida como o Lorax sobre as terríveis consequências da sua ambição.